# 2024年7月

## 7月1日
- 萨曼莎·莫斯廷就任澳大利亚总督。[1]
- 何塞·勞爾·穆利諾就任巴拿馬總統。[2]
- 保加利亞總統魯門·拉德夫要求前國會議長羅森·熱利亞茲科夫組閣。[3]
- 烏克蘭國家安全局宣佈挫敗一宗企圖推翻烏克蘭政府的未遂政變[4]。

## 7月2日
- 迪克·肖夫就任荷蘭首相。[5]
- 印度北方邦哈特勒斯发生严重踩踏事故，至少121人死亡。[6]

## 7月3日
- 羅森·熱利亞茲科夫任保加利亞總理案被保加利亞議會否決。[7]
- 隨著果敢同盟軍與敏昂萊政府的停火協議破裂，當日同盟軍向臘戍周圍發動攻擊，並控制了其周圍的緬軍據點。[8]

## 7月4日
- 工党在2024年英国大选中以压倒性优势取胜，党领袖当选新一任英国首相。[9]
- 白俄羅斯加入上合組織。[10]

## 7月5日
- 就任新一任英国首相。[11]
- 2024年伊朗總統選舉舉行第二輪投票，马苏德·佩泽什基安以54.76%的得票率勝選。[12]
- 中國湖南省岳阳市华容县团洲垸洞庭湖一线堤防决堤[13]。

## 7月6日
- 萨赫勒国家联盟成员布基纳法索、马里和尼日尔于尼亚美召开首次峰会，在会议上宣布建立萨赫勒国家邦联。[14]

## 7月7日
- 新人民陣線在2024年法國立法選舉中獲得最多議席，但無任何聯盟取得絕對多數。法國總理加布里埃爾·阿塔爾以一起為了共和國聯盟未取得國會多數為由辭職。[15]
- 日本東京舉行2024年東京都知事選舉，現任小池百合子當選。[16]
- 派拉蒙影業合併入天空之舞传媒一事達成協議。[17]
- 雅罗斯拉娃·马胡奇赫以2.10公尺的成績，打破斯泰芙卡·科斯塔迪诺娃保持了36年10個月的女子跳高世界紀錄。[18]

## 7月8日
- 英國保守黨黨首蘇納克組建「影子內閣」，克里斯·菲利普任「影子下議院領袖」。[19]
- 乌克兰国立妇幼保健院遭遇俄罗斯军队导弹袭击。[20]

## 7月9日
- 喀麥隆眾議院通過將議員任期延長1年的法案，使得下屆喀麥隆眾議院議員選舉也延後到2026年初。[21][22]
- 32名北約成員國及其夥伴國家的領導人參加於美國華盛頓舉行的2024年華盛頓峰會。[23]

## 7月10日
- 比利时国王菲利普任命安特卫普市长、新弗拉芒聯盟黨首巴特·德·韋佛（英语：Bart De Wever）為組閣負責人。[24]

## 7月11日
- 因肯尼亞國內示威活動持續，肯尼亞總統威廉·魯托撤換除外長與副總統以外的所有閣員。[25]

## 7月12日
- 尼泊爾總理普拉昌達未通過尼泊爾眾議院舉行的信任投票。[26]

## 7月13日
- 美国前总统唐纳德·特朗普在賓夕法尼亞州巴特勒的竞选活动中遭遇枪击受伤。[27]

## 7月14日
- 2024年夏季奧林匹克運動會（巴黎奧運會）的奧運聖火抵達法國首都巴黎，並將在26日進行開幕式。[28]
- 卡德加·普拉萨德·夏尔马·奥利被尼泊爾總統拉姆·钱德拉·保德尔任命為新任尼泊爾總理。[29]
- 杜拜酋長國王儲哈姆丹·本·穆罕默德·本·拉希德·阿勒马克图姆接替其父穆罕默德·本·拉希德·阿勒马克图姆任阿聯酋國防部長。[30]
- 西班牙國家足球隊在決賽以2比1險勝英格蘭，成功奪下隊史第四座冠軍[31]。
- 阿根廷国家足球队在2024年美洲國家盃決賽1比0击败哥伦比亚，夺得队史第16个美洲國家盃冠军[32]。
- 卡洛斯·阿尔卡拉斯和巴尔博拉·克赖奇科娃分获2024年温布尔登网球锦标赛男子单打和女子单打冠军。[33][34]

## 7月15日
- 卡德加·普拉萨德·夏尔马·奥利宣誓就任尼泊爾總理。[35]
- 盧旺達舉行2024年盧旺達大選（英语：2024 Rwandan general election），現任盧旺達總統保羅·卡加梅成功連任。[36]
- 敘利亞舉行2024年敘利亞議會選舉（英语：2024 Syrian parliamentary election），執政黨巴斯黨預計獲勝。[37]
- 內定為欧盟外交与安全政策高级代表的愛沙尼亞總理卡婭·卡拉斯向總統阿拉爾·卡里斯提交辭呈。[38]
- 2024年美國總統選舉共和黨唯一候選人唐納·川普在共和黨全國代表大會上宣佈J·D·萬斯為副總統候選人。[39]
- 中國共產黨第二十屆中央委員會第三次全體會議於15日至18日在北京市召開。[40]

## 7月16日
- 愛沙尼亞總統阿拉爾·卡里斯任命氣候部長克里斯滕·米哈爾為下任愛沙尼亞總理。[41]
- 威尔士首席部長沃甘·格辛（英语：Vaughan Gething）宣佈辭職。[42]
- 美國參議院議員鮑勃·梅嫩德斯涉及聯邦貪污案的16項罪名均被定罪。[43]

## 7月17日
- 中国四川省自贡市九鼎大楼发生火灾，16人死亡。[44]

## 7月18日
- 越共中央總書記阮富仲因身體原因接受治療，由越南國家主席蘇林代理指導工作。[45]
- 歐洲議會選舉馮德萊恩連任歐盟委員會主席。[46]
- 99岁的马来西亚前首相马哈迪·莫哈末办公室发言人苏菲（Sufi Yusof）向《彭博社》透露，马哈迪由于咳嗽，已在7月15日进入国家心脏中心接受治疗[47]。

## 7月19日
- 由于CrowdStrike的更新错误，导致使用微軟Windows的计算机出現蓝屏死机，许多组织和国家的服务出现中断。[48]
- 俄羅斯斯维尔德洛夫斯克地区法院以间谍罪判处美国《华尔街日报》记者埃文·格尔什科维奇16年监禁。[49]
- 中国陕西省商洛市柞水县境内山洪导致丹宁高速公路水阳段山阳方向K46+200处严坪村二号桥局部垮塌，坠河车辆中15人遇难，30余人失踪。[50][51]

## 7月20日
- 中国四川省雅安市汉源县马烈乡发生山洪泥石流灾害，导致10人死亡29人失联。[52]
- 以色列空军空袭也门胡塞武装控制的荷台达，造成至少3人死亡，87人受伤。以色列回应称，这是对上周五（7月19日）胡塞武装用无人机攻击特拉维夫的回应。[53]

## 7月21日
- 乔·拜登正式宣布退出2024年美国总统选举，其竞选活动（英语：Joe Biden 2024 presidential campaign）亦宣告结束。[54]
- 经历长达数周的反公职配额改革运动，孟加拉国最高法院（英语：Supreme Court of Bangladesh）宣布大幅度削减公职预留配额（英语：Quota system of Bangladesh Civil Service）。[55]
- 中华人民共和国湖南省长沙市五一广场发生一起轿车冲撞人群事件，8名路人被撞伤。[56]
- 塔德伊·波加薩爾获得2024年环法自行车赛总冠军。[57]

## 7月22日
- 美國副總統賀錦麗表示已獲得民主黨內廣泛支持，將儘快接受民主黨總統候選人正式提名。[58]
- 緬甸代理總統敏瑞因健康原因將職位交予敏昂來。[59]

## 7月23日
- 克里斯滕·米查爾就任愛沙尼亞總理。[60]
- 韓國執政黨國民力量在高陽市召開黨大會，選舉前黨首韓東勳為新任黨首。[61]
- 哈马斯、法塔赫等巴勒斯坦14个政治派别在北京签署《北京宣言》，同意结束分歧，组建民族团结政府。[62]
- 埃塞俄比亚南部发生泥石流，导致148名男性和81名女性死亡。[63]
- 那不勒斯斯坎皮亞的一栋老旧住宅倒塌，造成两人死亡，13人受伤。[64]

## 7月24日
- 尼泊爾太阳航空一架从加德滿都國際機場飛往博卡拉国际机场的CRJ-200客机在起飛时墜毀，機上載有19人。[65][66]
- 2024年太平洋颱風季第3號颱風在臺灣宜蘭縣登陸，造成2人死亡、277人受傷，一艘貨輪在近海沉沒，全臺近50萬戶家庭停電，是近八年來吹襲臺灣的最強颱風。[67]

## 7月25日
- 隨著果敢同盟軍發動總攻，臘戍東北軍區於當日攻克，至此同盟軍正式佔領了臘戍市區。[68]

## 7月26日
- 2024年夏季奧林匹克運動會開幕式在法國巴黎塞納河畔正式舉行。[69]
- 法國高速鐵路系統的大西洋線、北線和東線等線路遭受一系列縱火襲擊，造成設施損毀[70]

## 7月27日
- 联合国教科文组织第46屆世界遺產大會（法语：46e session du Comité du patrimoine mondial）於7月21日至31日在印度新德里召開。
  - 中国北京中轴线入选世界文化遗产，黄（渤）海候鸟栖息地（第二期）和新疆巴丹吉林沙漠入选世界自然遗产。[71][72]
  - 日本新潟县的“佐渡岛金山”获得批准成为世界文化遗产。[73]
- 以色列指控真主黨用火箭彈襲擊戈蘭高地邁季代勒舍姆斯一處足球場，造成12名兒童死亡，至少42人受傷[74]。

## 7月28日
- 馬蘇德·佩澤希齊揚就任伊朗總統。[75]
- 尼古拉斯·马杜罗在2024年委内瑞拉总统选举胜出，获得第三个委内瑞拉总统任期。[76][77]选举结果公布后，当地民众发起抗议活动，反对马杜罗继续连任。[78]

## 7月29日
- 英國默西賽德郡紹斯波特的一所舞蹈學校發生一宗大規模持刀襲擊事件，造成3名兒童死亡，另外10人受傷，其中包括8名兒童[79]。

## 7月30日
- 在英國默西賽德郡紹斯波特的持刀襲擊事件後，英國數百名極右翼抗議者聚集在紹斯波特清真寺外示威，後爆發騷亂[80]。

## 7月31日
- 伊朗革命卫队确认，哈马斯高阶领导人伊斯梅尔·哈尼亚在其首都德黑兰被暗杀身亡。[81]